# Solarni paneli na svemirskim letjelicama
Svemirske letjelice, koje se nalaze u unutrašnjem području Sunčevog sustava, oslanjaju se na solarne fotonaponske ćelije koje koriste sunčevu svjetlost za generiranje električne energije. Dobivena električna energija koristi se za ispravan rad svemirske letjelice.
 Kako se jačina sunčeve svjetlosti smanjuje s udaljenošću od Sunca, sve svemirske letjelice koje se nalaze u vanjskom dijelu Sunčevog sustava koriste termoelektrične generatore kao izvor energije, jer je sunčeva svjetlost preslaba za proizvodnju potrebne količine energije pomoću fotonaponskih ćelija.

## Povijest
Začetnik korištenja solarnih ćelija na svemirskih letjelica bio je njemački inženjer Dr. Hans K. Ziegler. Dolaskom u Sjedinjene Američke Države počinje raditi u laboratoriju američke vojske u New Jerseyu, gdje se zalaže za uvođenje solarnih ćelija kao izvora energije svemirskih letjelica.
Prva svemirska letjelica koja je koristila solarne ćelije, a na kojoj je radio i sam Hans Ziegler, zvala se "Vanguard 1". Imala je 6 solarnih ćelija kvadratnog oblika. Lansirana je 1958. godine od strane Sjedinjenih Američkih Država.

## Upotreba
Solarne ploče opskrbljuju svemirske letjelice energijom zbog tri osnovna razloga:
- energije potrebna za rad podsustava
- energija potrebna za pogon
- energija potrebna za punjenje baterija

### Energija potrebna za rad podsustava
Budući da na svemirskim letjelicama imamo veliki broj podsustava koji zahtijevaju energiju za ispravan rad, dio prikupljene energije mora biti odvojen isključivo za njih.
 Neki od tih podsustava su:
- podsustav za održavanje života

Osigurava sve potrebne resurse za održavanje života u svemiru
- podsustav za kontrolu temperature

Služi za reguliranje temperature unutar prihvatljivih granica. Mora biti prilagodljiv utjecajima okoline na temperaturu, koja može varirati ovisno o okolini u kojoj se svemirska letjelica nalazi, te moći regulirati stvorenu toplinu od same svemirske letjelice.
- podsustav za Daljinsko mjerenje

Služi za prikupljanje i prijenos podataka
- podsustav za komunikaciju

Koriste se za komunikaciju između zemaljskih postaja, te za komunikaciju između samih svemirskih letjelica.

### Energija potrebna za gibanje
Sve metode koje služe za pokretanje svemirskih letjelica zahtijevaju određenu količinu energije.
 Dva često korištena pogona svemirskih letjelica su:
1. Ionski pogon

Vrsta je pogona koji stvara potisnu silu ioniziranjem pogonskog goriva, dodavanjem ili oduzimanjem elektrona, tako stvarajući električki nabijene čestice.
1. Žiroskopski stabilizatori

Vrsta su uređaja koji reguliraju orijentaciju prema referentnom objektu. Kada zbog vanjskih utjecaja dođe do zakreta rotora, koji se nalazi unutar uređaja, stvara se moment koji uzrokuje rotaciju svemirske letjelice u suprotnom smjeru tako zadržavajući početnu orijentaciju. Jedna od praktičnih primjena je na svemirskom teleskopu Hubble.

### Energija potrebna za punjenje baterija[9]
Nizovi solarnih ćelija nisu uvijek okrenuti prema Suncu, te samim time ne mogu uvijek prikupljati sunčevu energiju. Kako bi i u tom slučaju svi sustavi i podsustavi svemirskih letjelica radili, moramo imati izvor električne energije koji je skladišten u obliku baterija.
Tri su osnovne veličine koje koristimo kako bi kvantificirali kvalitetu solarnih ćelija, a to su:
1. Specifična snaga koja nam govori koliko energije proizvodi jedan niz solarnih ćelija za određeno vrijeme rada,
2. Gustoća rasporeda solarnih ćelija koja nam govori koliko lako će niz solarnih ćelija stati u transportno sredstvo
3. Cijena

## Primjena
Solarne ploče moraju imati velike površine usmjerene prema Suncu. Što veća površina označava mogućnost pretvorbe veće količine sunčeve svjetlosne energije u električnu energiju. Ne možemo imati beskonačno veliku površinu solarnih ploča, jer je jedan od uvjeta svemirskih letjelica veličina. To znači da je ograničena količina energije koju možemo proizvesti. Svemirske letjelice se grade tako da mogu okretati solarne ploče. Na ovaj način solarne ploče mogu se u svakom trenutku nalaziti na direktnoj putanji sunčeve svjetlosti, a samim time i točno okrenute prema Suncu, neovisno o kretnji svemirske letjelice. 
 U slučaju da su sve baterije potpuno napunjene i potrebna količina električne energije je manja od količine proizvedene energije, solarne ploče se namjerno zakreću od Sunca; kako ne bi bile direktno okrenute prema Suncu.

## Vrste solarnih ćelija
Osnovna vrsta solarne ćelije koja se koristi u svemiru je Galij-arsenidna ćelija (GaAs). Nastala je iz solarne ćelije sa silicijskom bazom. Galij-arsenidna ćelija ima bazu od galijevog arsenida i koristi se zbog puno više korisnosti i sporijeg raspadanja zbog radijacija u svemiru. Najefikasnija solarna ćelija je ''više-slojna fotonaponska ćelija''. Ova vrsta ćelije se sastoji od većeg broja veza napravljenih od različitih poluvodičkih elemenata. Jedan od ciljeva većeg broja slojeva je da apsorbiraju više energije iz spektra sunčeve svjetlosti i samim time povećavaju korisnost
| Kategorija                      | Tehnologija               | η (%) | W/m2 | d (µm) |
| ------------------------------- | ------------------------- | ----- | ---- | ------ |
| Ćelije s silicijevim kristalima | Ćelije s jednim kristalom | 24.7  | 63   | 100    |
| Ćelije s silicijevim kristalima | Višekristalne ćelije      | 20.3  | 211  | 200    |
| Galij arsenidne ćelije          | GaAs                      | 29    | 240  | 110    |
| Višeslojne ćelije               | MJ                        | 40.7  | 476  | 140    |

## Budućnost
Napredak leži u smanjenju mase solarnih ploča te povećanju dobivene energije. Masu solarnih ploča možemo smanjiti konstruiranjem kompozitnije nosive strukture dok povećanje dobivene energije leži u korištenju novih materijala za fotonaponske ćelije te naprednijih usmjerivača sunčeve svjetlosti, nazvanih SLA-Stretched lens array, koji se temelje na Fresnelovim zrcalima. Poboljšavanjem usmjerivača sunčeve energije možemo smanjiti količinu potrebnih fotonaponskih ćelija, a samim time i cijenu jer su fotonaponske ćelije najskuplji dio solarnih ploča.